# Джандзядзие (национален парк)
 Тази статия е за  националния парк в Китай.  За градската префектура вижте Джандзядзие.  
Националният парк „Джандзядзие“ (на традиционен китайски: 湖南张家界国家森林公园, на опростен китайски: 张家界国家森林公园, на пинин: Húnán Zhāngjiājiè Guójiā Sēnlín Gōngyuán) е национален парк в градската префектура Джандзядзие. Разположен е в провинция Хунан, в централната източна част на Китай. Заема площ от 48,15 км² и е част от района Улинюен, който обхваща 397,5 км² и е включен в списъка на световното културно наследство на ЮНЕСКО от 1992 г. През август 2016 г. в парка е открит най-дългият мост със стъклено дъно в света, с дължина 430 метра и височина до 300 метра над земята. Висящият мост може да издържи 800 души едновременно и е проектиран по него да преминават по 8000 туристи на ден. Неговите 99 стъклени панела са широки по 6 метра. Почти по същото време се отвори стъклена пътека, виеща се около стръмна скала в планините Тиенмъншан.